# Ianthella quadrangulata
Ianthella quadrangulata är en svampdjursart som beskrevs av Patricia R. Bergquist och Michelle Kelly-Borges 1995. Ianthella quadrangulata ingår i släktet Ianthella och familjen Ianthellidae. Inga underarter finns listade i Catalogue of Life.